# Sarvenniemenkari
Sarvenniemenkari är en ö i Finland. Den ligger i Finska viken och i kommunerna Kotka och Pyttis i landskapet Kymmenedalen, i den södra delen av landet. Ön ligger nära Kotka och omkring 110 kilometer öster om Helsingfors.
Öns area är 1 hektar och dess största längd är 180 meter i nord-sydlig riktning.